# Chapultepec la Palma
Chapultepec la Palma är en ort i Mexiko.   Den ligger i kommunen Cuautepec de Hinojosa och delstaten Hidalgo, i den sydöstra delen av landet, 110 km nordost om huvudstaden Mexico City. Chapultepec la Palma ligger 2 391 meter över havet och antalet invånare är 242.
Terrängen runt Chapultepec la Palma är kuperad. Runt Chapultepec la Palma är det ganska tätbefolkat, med 108 invånare per kvadratkilometer. Närmaste större samhälle är Tulancingo, 14,0 km nordväst om Chapultepec la Palma. Trakten runt Chapultepec la Palma består till största delen av jordbruksmark.